# Djicoroni Para
Pour les articles homonymes, voir Djicoroni.
 (janvier 2011).
Si vous disposez d'ouvrages ou d'articles de référence ou si vous connaissez des sites web de qualité traitant du thème abordé ici, merci de compléter l'article en donnant les références utiles à sa vérifiabilité et en les liant à la section « Notes et références ».
Djikoroni Para est un quartier de l'Ouest du District de Bamako, situé en Commune IV, à environ 6 km du centre de la capitale malienne. Le quartier est limité à l'ouest par la rivière Woyowayanko, à l'est par le canal du Motel, au sud par le fleuve Niger et au nord par le quartier de Lafiabougou.
Au dernier recensement de 1996, Djikoroni Para compte près de 40 000 habitants.